# Semioscopis steinkellneriana
Semioscopis steinkellneriana — вид лускокрилих комах родини плоских молей (Depressariidae).

## Поширення
Вид поширений в більшій частині Європи, крім Португалії та більшої частини Балканського півострова, та Північній Азії на схід до Японії. Присутній у фауні України.

## Опис
Розмах крил 19-25 мм. Передні крила світло-коричневі, іноді рожеві, з кількома темними лусочками; невелика чорна підреберна точка біля основи; вигнута чорнувата поздовжня позначка в диску перед серединою; друге дискове рильце, що утворює кутову чорнувату поперечну позначку, з'єднану з рильцем на ребрі. Задні крила світло-сірі. Личинка білувато-зелена; спинна лінія темніша; голова і груди мають 2 чорні мітки.

## Спосіб життя
Метелики літають в квітні. Трапляються зранку. Личинки живляться листям терену, глоду, кизильника, ясена і горобини. Вони живуть у скрученому або згорнутому листі. Зимує у стадії лялечки.